# 上尾庄次郎
上尾 庄次郎（うえお しょうじろう、1909年9月20日 - 1988年6月26日）は、日本の薬学者（天然物化学・植物塩基化学）。勲等は勲二等。学位は薬学博士（東京帝国大学・1937年）。京都大学名誉教授、静岡薬科大学名誉教授、社団法人日本薬学会名誉会員。
東京帝国大学医学部講師、京都帝国大学医学部助教授、大阪大学医学部教授、大阪大学薬学部教授、大阪大学薬学部学部長、京都大学薬学部教授、京都大学薬学部学部長、社団法人日本薬学会会頭（第36代）、武庫川女子大学薬学部教授、静岡薬科大学学長（第4代）などを歴任した。

## 概要
天然物化学や植物塩基化学を専攻する薬学者である。ヒガンバナの有毒成分の研究で知られており、リコリンをはじめとするアルカロイドの構造を解明するなど、ヒガンバナ科植物塩基に関する研究では世界をリードした。その結果、日本の学術賞として最も権威ある日本学士院賞を受賞している。東京帝国大学、京都帝国大学、大阪大学、京都大学、武庫川女子大学で教鞭を執り、静岡薬科大学では学長を務めた。

## 来歴

### 生い立ち
1909年（明治42年）9月20日に生まれた。国が設置・運営する東京帝国大学に進学し、医学部の薬学科にて学んだ。1932年（昭和7年）3月、東京帝国大学を卒業した。それに伴い、薬学士の称号を取得した。その後も近藤平三郎の指導を仰ぎ、近藤の主宰する研究室にてヒガンバナのアルカロイドについて研究していた。また、「リコリンの構造研究補遺」と題した博士論文を執筆し、東京帝国大学より1937年（昭和12年）12月27日に薬学博士の学位を授与された。

### 薬学者として

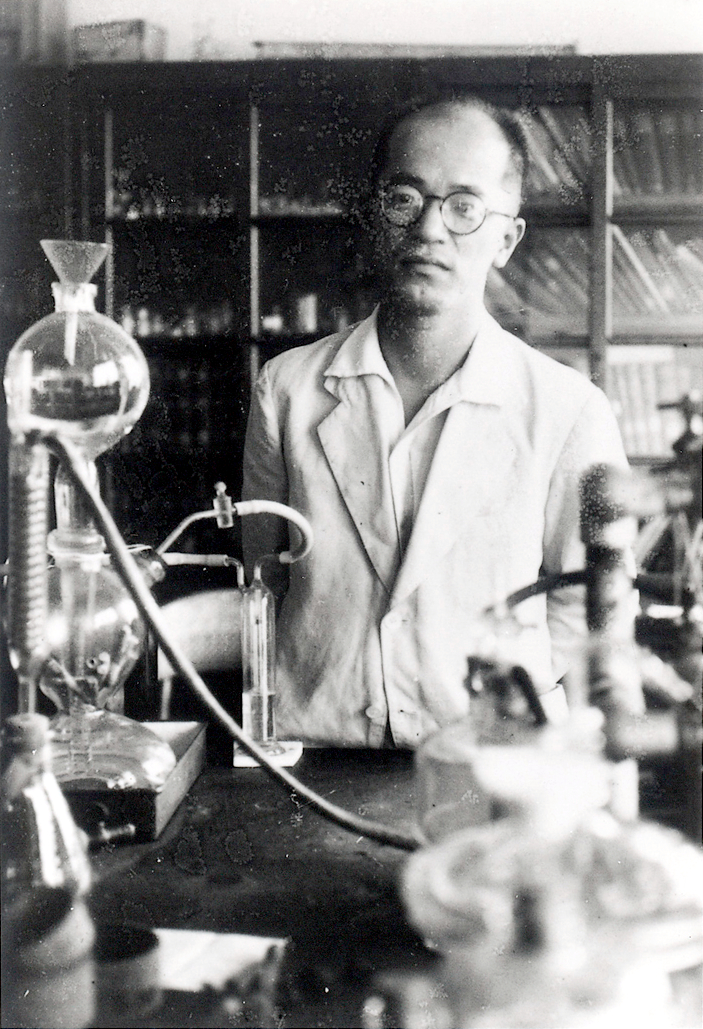
1942年、京都帝国大学にて

大学卒業後は、母校である東京帝国大学に採用されることになり、1937年（昭和12年）9月に医学部の助手として着任した。医学部においては、主として薬学科の講義に携わった。1939年（昭和14年）4月、東京帝国大学の医学部にて講師に昇任した。医学部においては、引き続き主として薬学科の講義を担当した。
その後、国が設置・運営する京都帝国大学にて、医学部に薬学科が創設されることになった、それを機に1939年（昭和14年）に京都帝国大学の医学部にて講師に就任した。医学部においては、主として新設された薬学科の講義を担当した。1940年（昭和15年）3月には、京都帝国大学の医学部にて助教授に昇任した。医学部においては、引き続き主として薬学科の講義を担当した。その後、大日本帝国は太平洋戦争に突入するが、戦火の中を生き延びた。
太平洋戦争終結後、国が設置・運営する大阪大学にて、医学部に薬学科が創設されることになった、それを機に1951年（昭和26年）6月に大阪大学に転じ、医学部の教授として着任した。医学部においては、主として薬学科の講義を担当した。新学科である薬学科の充実に力を注ぐとともに、薬学部への昇格を見据えて尽力した。その結果、大阪大学に薬学部が創設されることになり、1955年（昭和30年）7月に薬学部の教授となった。学内では要職を歴任しており、1959年（昭和34年）には薬学部の学部長に就任した。なお、1957年（昭和32年）6月から1958年（昭和33年）3月にかけては、アメリカ合衆国やヨーロッパ諸国に留学していた。
1960年（昭和35年）4月、国が設置・運営する京都大学に転じ、薬学部の教授に就任した。薬学部においては、高橋酉蔵から引き継いだ「薬品製造学教室」を受け持った。学内では要職を歴任しており、1963年（昭和38年）4月に評議員に就任した。1964年（昭和39年）5月には薬学部の学部長に就任した。公的な役職も兼任しており、1961年（昭和36年）には文部省の審議会等である学術奨励審議会にて委員に就任した。1962年（昭和37年）には総理府の機関である日本学術会議の会員に選任された。1965年（昭和40年）には厚生省の審議会等である中央薬事審議会にて委員に就任した。1967年（昭和42年）には文部省の薬学視学委員に就任した。そのほか、薬学研究を援助する財団法人である篷庵社においては、1963年（昭和38年）11月27日の理事会と評議員会によって理事に選任された。1973年（昭和48年）、京都大学を退官した。
1973年（昭和48年）4月、武庫川学院が設置・運営する武庫川女子大学に転じ、薬学部の教授に就任した。また、これまでの功績により、古巣である京都大学より1974年（昭和49年）3月に名誉教授の称号を授与された。
1976年（昭和51年）10月、静岡県により設置・運営される静岡薬科大学にて学長に就任した。静岡薬科大学に漢方研究所を新設するなど、学長として教学面や研究面の体制強化を図った。学長の任期としては2期連続で務めていたが、心筋梗塞に倒れたため、静岡県を離れ、京都府の自宅で静養することになった。学長退任後、1981年（昭和56年）10月に静岡薬科大学より名誉教授の称号を授与された。1982年（昭和57年）、これまでの功績により勲二等旭日重光章が授与された。1988年（昭和63年）6月26日に死去した。

## 研究

リコリンの構造式

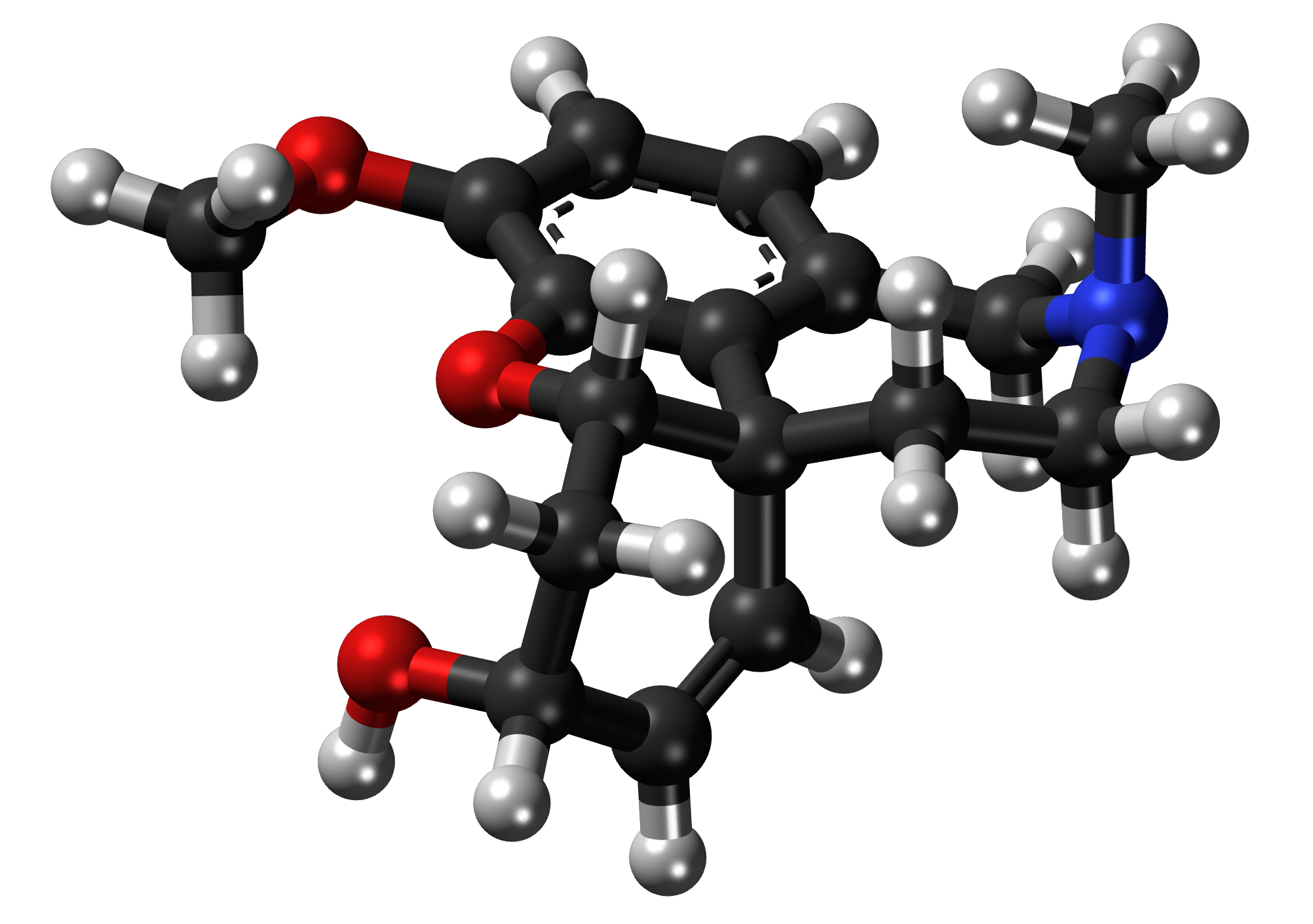
ガランタミンの立体構造

専門は薬学であり、特に天然物化学や植物塩基化学といった分野について研究していた。具体的には、ヒガンバナの有毒成分についての研究が知られている。近藤平三郎の門下となったころから、ヒガンバナのアルカロイドに関する研究に従事していた。1935年（昭和10年）よりリコリンの構造についての研究を始め、1937年（昭和12年）にその母核がピロロフェナントロジンであることを世界で初めて発見した。第二次世界大戦終結後、このヒガンバナ科植物塩基の研究は注目を集め、欧米の著名な化学者らが続々と参入してきたが、上尾は常に主導的な立場を維持し続けた。ヒガンバナからは16種類の塩基が当時見出されていたが、そのうち14種の構造の解明に成功した。また、ヒガンバナ科全体では約150の塩基が当時見出されており、これらは6つの型に分類されていたが、そのうち5つの型について塩基構造の解明に成功した。その結果、上尾の研究業績は、ヒガンバナ科植物塩基に関する研究においての指標となり、やがて標準的な手法として世界中で採用されていった。京都大学に勤務していたころには、この分野に関する数多くの研究実績を上げている。薬学者の川崎敏男は、京都大学勤務時代の上尾について「学術分野特に天然物化学領域で不滅の業績を挙げられ」たと評している。
また、立体化学についての研究にも取り組み、絶対配置を含めリコリン、リコレニン、タゼチン、ガランタミンなどの立体構造を確立した。さらに、合成についての研究にも取り組み、リコラミン、ジヒドロクリニン、および、その立体異性体の合成に成功している。
「ヒガンバナアルカロイドの研究」での業績が評価され、1956年（昭和31年）4月7日に日本薬学会学術賞が授与された。なお、日本薬学会学術賞と同時に武田賞も受賞している。また、「ヒガンバナの有毒塩基成分の化学的研究」での業績が評価され、1970年（昭和45年）5月29日に日本学士院賞が授与された。
また、学術団体としては、社団法人である日本薬学会に所属していた。日本薬学会の評議員を4年にわたって務めたあと、さらに理事を4年にわたって務めている。1967年（昭和42年）には日本薬学会の副会頭に就任した。1969年（昭和44年）4月1日から1970年（昭和45年）3月31日にかけて日本薬学会の会頭を務めていた。1974年（昭和49年）4月には日本薬学会より名誉会員の称号を授与された。

## 人物
氏名
自身の氏名をラテン文字転写して記す際には、「Shojiro Uyeo」と表記することが多かった。
昭七会
1932年（昭和7年）に東京帝国大学医学部薬学科を卒業した同級生らと「昭七会」を結成していた。
解析手法
構造を解明するにあたり、太平洋戦争前は化学反応と合成反応を利用するほかなかった。一方、太平洋戦争後はさまざまな新しい物理化学的手法が登場した。上尾はそれぞれの手法によって得られる情報の質について吟味し、各手法のメリットを最大限享受できるように努め、より正確な結果を得ようとしていた。上尾の研究成果について、後年にX線解析が行われたところ、その結果と何ら矛盾するところはなく、疑義は生じなかったという。

## 略歴
- 1909年 - 誕生[5]。
- 1932年 - 東京帝国大学医学部卒業[5]。
- 1937年 - 東京帝国大学医学部助手[5]。
- 1939年 - 東京帝国大学医学部講師[5]。
- 1939年 - 京都帝国大学医学部講師[5]。
- 1940年 - 京都帝国大学医学部助教授[5]。
- 1951年 - 大阪大学医学部教授[5]。
- 1955年 - 大阪大学薬学部教授[5]。
- 1959年 - 大阪大学薬学部学部長[5]。
- 1960年 - 京都大学薬学部教授[5]。
- 1961年 - 文部省学術奨励審議会委員[5]。
- 1962年 - 日本学術会議会員[5]。
- 1963年 - 京都大学評議員[5]。
- 1963年 - 篷庵社理事[9]。
- 1964年 - 京都大学薬学部学部長[5]。
- 1965年 - 厚生省中央薬事審議会委員[5]。
- 1967年 - 日本薬学会副会頭[5]。
- 1967年 - 文部省薬学視学委員[5]。
- 1969年 - 日本薬学会会頭[14]。
- 1973年 - 京都大学退職[1]。
- 1973年 - 武庫川女子大学薬学部教授[5]。
- 1974年 - 京都大学名誉教授[5]。
- 1974年 - 日本薬学会名誉会員[5]。
- 1976年 - 静岡薬科大学学長[5]。
- 1981年 - 静岡薬科大学名誉教授[5]。
- 1988年 - 死去[5]。

## 賞歴
- 1956年 - 日本薬学会学術賞[13]。
- 1956年 - 武田賞[13]。
- 1970年 - 日本学士院賞[4]。

## 栄典
- 1982年 - 勲二等旭日重光章。

## 著作

### 単著
- 上尾庄次郎著『有機合成反応』上巻、広川書店、1976年。ISBN 4567231902

### 共著
- 上尾庄次郎教授停年退官記念事業会編『上尾庄次郎教授停年退官記念誌』廣川書店、1973年。
- 上尾庄次郎・入江寛共著『有機合成反応』下巻、広川書店、1977年。ISBN 4567231902

### 註釈
1. ↑  東京帝国大学は、1947年に東京大学に改組された。
2. ↑  京都帝国大学は、1947年に京都大学に改組された。
3. ↑  大阪大学は、2004年に国から国立大学法人大阪大学に移管された。
4. ↑  京都大学は、2004年に国から国立大学法人京都大学に移管された。
5. ↑  文部省は、科学技術庁と統合され、2001年に文部科学省が設置された。
6. ↑  総理府は、経済企画庁、沖縄開発庁、総務庁の一部、科学技術庁の一部、国土庁の一部と統合され、2001年に内閣府が設置された。
7. ↑  厚生省は、労働省と統合され、2001年に厚生労働省が設置された。
8. ↑  静岡薬科大学は、静岡女子大学、静岡女子短期大学と統合され、1987年に静岡県立大学が設置された。
9. ↑  社団法人日本薬学会は、2011年に公益社団法人日本薬学会に改組された。